# Callan
Callan (irisch Callainn) ist eine Landstadt im County Kilkenny im mittleren Südosten der Republik Irland.

## Der Ort
Callan liegt im Westen der Grafschaft Kilkenny, nahe der Grenze zum County Tipperary (South Tipperary), und ist mit 2475 Einwohnern gemäß Volkszählung 2016 einer der wenigen größeren Orte des Countys; gegenüber der Volkszählung von 1996 hat sich die Einwohnerzahl bis 2022 mehr als verdoppelt. Die Stadt wurde im Jahr 1207 von William Marshal, 1. Earl of Pembroke gegründet; ihr Name geht vermutlich auf den irischen Hochkönig Niall Caille zurück.
Der Ort liegt 16 km südwestlich von Kilkenny Town an einem Bypass der Nationalstraße N76 von Kilkenny zur N24 nach Clonmel bzw. Carrick-on-Suir.

## Sehenswürdigkeiten
In Callan sind am Ufer des Flüsschens Kings River die Ruinen eines Augustinerklosters aus dem 15. Jahrhundert, genannt Abbey Meadow, sowie The Moat, eine der am besten erhaltenen irischen Burgen des Motte-Typs zu besichtigen.

## Gaelic Football
Das erste Spiel nach den neu gefassten, verbindlichen Regeln für Gaelic Football fand am 15. Februar 1885 in Callan statt.

## Persönlichkeiten
- James Hoban (~1762–1831), Architekt; geboren in Desart bei Callan
- Edmund Ignatius Rice (1762–1844), Laienbruder und Ordensgründer
- George Tallis (1869–1948), australischer Theaterunternehmer
- Thomas Kilroy (1934–2023), Dramatiker und Schriftsteller
- Kathleen Funchion (* 1981), Politikerin (Sinn Féin), Mitglied des Europaparlaments